# Ohne Krimi geht die Mimi nie ins Bett (Lied)
Ohne Krimi geht die Mimi nie ins Bett ist ein 1962 von Heinz Gietz komponierter und von Hans Bradtke getexteter Schlager.
Im Text geht es um einen Mann, der nicht zum Schlafen kommt, da seine Mimi nachts immer Kriminalromane liest. Das Lied wurde am 28. Mai 1962 im Kölner Electrola-Studio mit dem deutsch-amerikanischen Sänger Bill Ramsey aufgenommen. Die Produktion stand unter der Leitung von Heinz Gietz. Electrola veröffentlichte den Titel am 28. Mai 1962 auf einer Vinylsingle bei dem Tochterlabel Columbia mit der Katalognummer 22197. Auf der B-Seite sang Ramsey den Titel Flotter Dampfer. Es war die erste Single, die Ramsey nach seinem Wechsel von der Polydor-Plattenfirma zu Electrola aufgenommen hatte.
Bill Ramseys Version fand am 6. Oktober 1962 Eingang in die Top 50 der Musikfachschrift Musikmarkt. Dort platzierte sich der Titel 14 Wochen lang und erreichte am 27. Oktober für vier Wochen mit Platz drei seine beste Notierung.
Coverversionen gibt es von Rainhard Fendrich und Dodo Hug. Fendrich veröffentlichte den Titel 2002 als Liveversion in seinem Album Ein Saitensprung (Sony BMG). Beim 2006 mit der Sängerin Hug veröffentlichten Song auf der CD Via Mala wurden die Geschlechter vertauscht, der Titel heißt Ohne Krimi geht der Jimmy. Weiterhin coverten Milking the Goatmachine den Titel im Jahr 2014 auf ihrem Album Greatest Hits – Covered in Milk. Einen Antwortsong aus dem Jahr 1963 auf Bradtkes Text gibt es von Dany Mann mit dem Titel Ich lese abends keinen Krimi.
Ohne Krimi geht die Mimi nie ins Bett ist auch der Titel eines Films von Regisseur Franz Antel, der am 19. Oktober 1962 in die Kinos kam. In einer Nebenrolle singt Bill Ramsey das Lied von der Krimi-Mimi. Der Name des Krimi-Publikumspreises des deutschen Buchhandels MIMI ist ebenfalls von dem Titel inspiriert.